# Abraham Gagnebin
Abraham Gagnebin de la Ferrière (Renan, 29 de agosto de 1707-23 de abril de 1800) fue un médico, y naturalista suizo. Completó sus estudios de Medicina en la Universidad de Basilea desde 1721 hasta 1725. A continuación, se trasladó a La Ferrière. Divide su tiempo entre su arte y su pasión por la ciencia. Es a la vez un cirujano, botánico, geólogo, y meteorólogo. Estuvo en contacto con los principales estudiosos - Jussieu, Réaumur, Albrecht von Haller y dedicó su tiempo a la botánica, la mineralogía, la zoología. Se encuentra con Jean-Jacques Rousseau, exiliado en la isla de Saint-Pierre, en Berna; en una excursión botánica en La Ferrière.
Escribió varios libros incluyendo un catálogo de plantas del condado de Neuchâtel y del Obispado de Basilea y colaboró en diversas publicaciones científicas. La casa de La Ferrière es un verdadero museo. Muestra de minerales, conchas, insectos, animales de pelo, algas marinas y lugares de interés: un colmillo de elefante, una mandíbula de lobo, un fragmento de momia ...
El mejor objeto de la colección es una estrella de mar que se encuentran en Ferrière, único ejemplar de su tipo descubierto en Europa, que lleva el nombre de Ophiura gagnebin. A su muerte, el 23 de abril de 1800, Abraham Gagnebin había adquirido una considerable reputación en la ciencia. La casa donde vivió toda su vida está todavía en Ferrière. Una placa conmemorativa recuerda los méritos del científico y su hermano, Daniel Gagnebin, que compartió con él la misma pasión por las ciencias naturales.

## Obra
- Histoire naturelle des insectes et crustacés. Manuskript 1733

- Catalogue très-abrégé des curiosités naturelles qui composent le Cabinet des deux frères [Abraham et Daniel] Gagnebin, de la Ferriere en Erguël, évêché de Bâle en Suisse, que l’on pourra négocier en faveur des amateurs de l’histoire naturelle, et dans lequel on trouvera abondamment de quoi former un cabinet curieux et considérable. 1768

- Description d’une espèce de Myrrhis de montagne. In: Acta Helvetica. 3 (1758): 109–127

- Description de la grande Campanule, à feuilles très-larges, & à fleur bleue, avec ses variétés. In: Acta Helvetica. 4 (1760): 40–45

- Description de l’etoile de mer, ou poisson à l’etoile à queues de lézard petrifie, qui se trouve dans le cabinet des raretés des Frères Gagnebin. In: Acta Helvetica. 7 (1772): 25–35

## Honores

### Eponimia
Género
- (Fabaceae) Gagnebina Neck.[1]
- (Fabaceae) Gagnebinia Spreng.[2]

Especies
- (Polygalaceae) Polygala gagnebiniana Chodat[3]
- La abreviatura «Gagnebin» se emplea para indicar a Abraham Gagnebin como autoridad en la descripción y clasificación científica de los vegetales.[4]